# Romantic Warriors
Romantic Warriors is het vijfde album van Modern Talking. Het is de opvolger van het vierde album In the Middle of Nowhere. Het vijfde album Romantic Warriors werd in 1987 wereldwijd uitgebracht en het bevat één internationale hit, getiteld "Jet Airliner". Het album werd geproduceerd en geschreven door Dieter Bohlen. In de Nederlandse Album Top 100 kwam het tot plaats 24 en bleef het acht weken lang in deze hitlijst staan.

## Betrokkenen
- Thomas Anders: zang
- Rolf Köhler: zang, koor
- Michael Scholz: koor
- Detlef Wiedeke: koor
- Birger Corleis: koor
- Dieter Bohlen: producer, teksten
- Luis Rodriguez: coproducer

## Tracklist
1. Jet Airliner (4:19)
2. Like a Hero (3:45)
3. Don't Worry (3:31)
4. Blinded By Your Love (4:02)
5. Romantic Warriors (3:59)
6. Arabian Gold (3:43)
7. We Still Have Dreams (3:18)
8. Operator Gimme 6 0 9 (3:39)
9. You and Me (4:04)
10. Charlene (3:50)